# 魚の燻製
魚の燻製（さかなのくんせい、英: Smoked fish）とは、食用魚を燻製に加工した、食品の1つである。そのまま食べることもあれば、料理の材料として使用されることもある。

## 発祥
魚の燻製が一体いつ頃から作られきたのか、正確なことは、もはや誰にも判らない。と言うのも、ヒトは先史時代から、捕まえた魚を開いて内臓を取り除き、それを煙でいぶす、つまり燻製にするということをしてきたからである。ただ、ヒトは最初から魚の燻製を作ろうと思って作ったわけではなく、恐らく捕まえた魚を焚き火の傍に吊るしておいた結果、偶然にできてしまったものであろうと言われている

。
例えば、ある漁師が偶然にニシンの燻製ができてしまったことを1599年に書き残していたり

、ストーブから出てくる煙に一晩いぶされたせいで部屋の中で魚の燻製が偶然にできてしまったことが1843年に報告されたりしている

。
このような例は枚挙にいとまが無く、これらのことからも魚の燻製が偶然にでき得ることが判る。

## 各地での利用の例
魚の燻製は、世界のあちらこちらで食べられている食品の1つである。以下に、その利用例を挙げる。

### イギリス

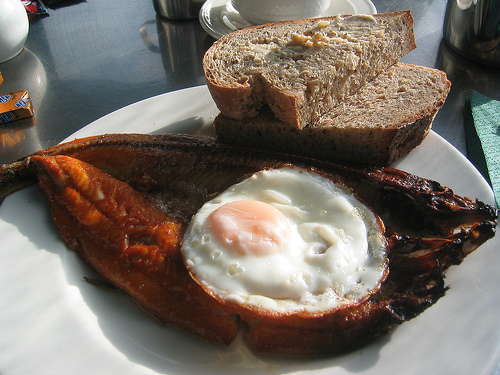
イギリスの朝食。ニシンの燻製が利用されている調理例。

イギリスで魚の燻製は、しばしば朝食に利用されている

。
ただし、第2次世界大戦よりも前は、特にイギリスの都市部に住む労働者階級の人々は、夕食の献立としても食べたりしていた。

### ハイチ
ハイチで魚の燻製は、朝食用にスクランブルエッグと共に食べられることがある。他に、パスタまたはコメと混ぜて食べる例も見られる。

### 日本
日本では鰹節が古くより食べられていた。

## 英語圏での関連用語
英語では「ニシンなどの燻製」や「産卵期の雄サケ」を指す名詞として「kipper」という語を使うこともある。また、「何かを燻製にする」という動詞（他動詞）として「kipper」という語を使うこともある。「kipper season」と言うと、イギリスでは、例えばサケの燻製作りを生業としている人々が働く時期のように、「1年のうちの数ヶ月で1年分の生活費を稼ぐような職業の人々が働く時期」を指す。「kipper time」と言うと、イギリスでは「サケが産卵のために川へと戻ってきて漁獲が行われる時期」を指す。「kippering」と言うと、スラングで、煙草や葉巻の煙が充満した部屋で、それらの煙にいぶされることを意味する場合がある。
イギリスでは、「キッパー」（Kipper）はニシンの燻製を指し、鮭の燻製は「スモークサーモン」（Smoked salmon）と呼ばれる。